# 亚琛世界马术节
亚琛世界马术节(CHIO Aachen)是德国亚琛的国际马术节 (德語：Concours Hippique International Officiel)，创办于1927年。根据国际马术联合会的规定，每个国家只能承办一场CHIO赛事。因此，亚琛世界马术节是德国举办的唯一此类赛事。主办方是亚琛劳伦斯贝格马术协会，创办于1898年。赛事的举办地点，是德国亚琛市的索尔斯体育公园(Sportpark Soers)。
亚琛世界马术节的赛事项目，包括场地障碍赛、盛装舞步、马车、三项赛和马背体操。每项比赛均分为个人比赛和团体比赛，团体比赛以国家为单位举行，所以称为国家杯。传统上，每周日的最后一场比赛，是压轴的亚琛劳力士大奖赛。
亚琛世界马术节通常于7月8日到17日举行。对于多个欧洲国家的奥运骑手而言，亚琛是奥运马术项目前的最后练兵比赛。

## 历史
亚琛劳伦斯贝格马术协会最早在1924年7月13日举办了骑术和马车比赛，包括障碍赛、盛装舞步、马车比赛。到1927年时，比赛时间已经长达6天。这一年，亚琛大奖赛开始举办，并邀请到维也纳的西班牙皇家马术学校前来表演。1939年是二战前最后一次比赛。战后的1947年比赛恢复，持续至今。
1986年、2006年亚琛承办了世界马术运动会。2015年承办了国际马联欧洲马术锦标赛。2006年后，亚琛新增了马背体操、三项赛两个运动项目，总比赛项目增加到五个。
从2001年起，主办方每年都邀请到一个伙伴国，由伙伴国在赛事期间展示其马术文化。2016年的伙伴国是瑞典。

## 比赛项目
亚琛世界马术节的比赛是从星期五到下一周的星期天。比赛多数在白天举行。第二周星期三到星期六也举办夜场比赛。由于运动项目较多，时间上会有重叠。因此，不同的比赛会同时在不同的场馆举行。
在比赛的第一个周末，在马背体操比赛举行的同时，主办方会在星期六晚上举办“马与交响乐”(Pferd & Sinfonie)表演，由亚琛交响乐团表演。星期天则邀请民众参加「索尔斯星期天」(Soerser Sonntag)的活动。第二周的星期一休息一天，此后在星期二举办正式的开幕式，邀请伙伴国参加。在第二周的比赛结束后，在第二周的周日傍晚举办告别式。主要赛事安排如下：
- 亚琛世界马术节都是以马背体操比赛展开，从第一周的星期五到星期日，即CHIO下的CVIO，是CVIO 3*级别比赛。比赛场地是阿尔伯特-瓦勒馆。

### 场地障碍赛
德国场地障碍国家杯(CSIO)级别的比赛，在第二周举行，从星期三持续到星期日。为五星级赛事。
每周四晚上举办“梅赛德斯-奔驰国家杯”(Mercedes-Benz Nationenpreis)。从2014年起，亚琛的该项赛事独立于国际马术联合会的国家杯系列独立运行，但仍旧保持了高级别的竞技水准。
第二周星期日下午举行的亚琛大奖赛，由瑞士钟表品牌劳力士冠名赞助，被视为世界上最高水准的场地障碍赛之一。从2013年起，奖金为100万欧元。亚琛的劳力士大奖赛连同瑞士日内瓦和加拿大卡尔加里的大奖赛，被称为“劳力士场地障碍大满贯”.

### 盛装舞步
德国盛装舞步国家杯(CDIO)的比赛，被视为全球少数顶级的盛装舞步比赛之一，同样是五星级比赛。比赛时间是第二周的星期四到星期日。团体比赛被称为盛装舞步国家杯。

### 三项赛
2007年起，亚琛开始承办德国国家杯级别的三项赛赛事。